# Nice (album)
Pour les articles homonymes, voir Nice (homonymie).
Albums de The Nice
Ars Longa Vita Brevis
(1968) Five Bridges
(1970)
Nice est le troisième album du groupe éponyme; il s'intitule Everything As Nice As Mother Makes It aux États-Unis après que Immediate eut rompu leur accord de distribution avec Columbia. L'album a été initialement publié aux États-Unis, avec une version légèrement plus longue de Rondo 69, non disponible au Royaume-Uni ou sur les versions américaines distribuées indépendamment. La première version américaine de l'album a été brièvement rééditée en 1973 par Columbia Special Products.
Cet album se compose de chansons enregistrées aux Studios Trident en face A et live en face B, qui provient d'un concert au Fillmore East de New York en avril 1969.
L'album a atteint le numéro 3 dans les charts UK Album. 
Cet article a été entièrement traduite du Wikipedia anglophone consacré à l'album Nice du groupe éponyme. 

## Historique
“Azrael Revisited a été la première chose que j'ai écrite avec Lee Jackson, elle se rapporte à l'ange de la mort. Le riff 5/4 tourne autour d'un mouvement circulaire un peu comme le cycle de naissance, vie et mort, et s'avère être un médium intéressant pour improviser. Les couplets sont pris en temps commun (4/4). La citation du Prelude en C # Mineur de Rachmaninov est intentionnelle comme lorsqu'elle a été écrite. Rachmaninov avait la vision d'Edgar Allan Poe d'un homme revenant à la vie dans un cercueil après l'enterrement.
Pour cette chanson, j'ai légèrement désaccordé les cordes du piano pour lui donner un effet "honky-tonk" qui a aidé à créer un air vieillissant. Je voudrais m'excuser auprès d'Amen Corner pour ne pas avoir réaccordé le piano par la suite. Ils ont dû utiliser le même piano après notre session, malheureusement ils n'avaient pas besoin d'un son de piano désaccordé.” - Keith Emerson. 
“"Azrael" a été la face B du premier single britannique de Nice, "Thoughts of Emerlist Davjack". En plus de la citation de Rachmaninov, la piste s'appuyait sur le Turkish Mambo de Lennie Tristano. La version de l'album est plus claire que l'original et prise à un rythme légèrement plus rapide, mais conserve la mélodie de l'original.
Sur Hang on to a Dream, nous devons remercier Duncan Browne pour la chorale.
Lors d'un de nos concerts à Londres, j'ai eu le plaisir de jouer la Symphonie Espagnole de Edouard Lalo avec le violoniste John Mayer qui dirige également Indo-Jazz Fusions. Nous avons tous pensé que le riff principal était trop beau pour être oublié après une performance et avons décidé de lui donner un nouveau traitement. Les paroles ont été écrites lors d'un voyage très ennuyeux de Newcastle à Birmingham et il est devenu "Diary of an Empty Day".
Les gens nous demandent souvent "pourquoi ne jouez-vous pas du blues". Le Blues pour nous est un langage universel. Les musiciens de différents pays parlant lors de la première réunion sauront exactement où ils en sont sur la structure de base du blues. Brian, Lee et moi avons tous vécu cette mise à la terre et avons dit ce que nous voulions dire dans le blues pour le moment à travers d'autres groupes. Lors des répétitions, nous nous réchauffons généralement avec une mesure de douze. C'est ainsi que s'est déroulée l'ouverture de "For Example". Cependant, nous ne l'avons pas laissé là. Le blues en si mineur passe à son majeur relatif de ré pour le thème principal, puis revient à nouveau. Le mouvement en mi qui suit est plutôt inspiré de Hendrix après quoi le thème original en ré majeur reçoit une sensation "grégorienne" et un traitement de valse jazz 6/8 en F. C'est comme le titre le dit For Example” - Keith Emerson.
Des musiciens jazz ont été ajoutés pour cette pièce For Example,  Joe Newman à la trompette et Pepper Adams au saxophone, avec des figures musicales rappelant le travail d'Oliver Nelson ainsi qu'une section inspirée du chant grégorien et une référence à "Norwegian Wood" des Beatles.
La face 2 a été enregistrée lors de notre première apparition en concert à New York à Fillmore East. Ici, nous avons Rondo '69. Après la représentation, un télégramme urgent a été renvoyé en Angleterre - «veuillez envoyer plus de pantalons». Elle a appartenu à Bob Dylan. Elle appartient maintenant à vous, à moi et à quiconque veut écouter. Keith Emerson.
Des citations du thème du film The Magnificent Seven peuvent également être entendues.
La version live de "Rondo" a également été interprétée par Emerson, Lake & Palmer au Festival de l'île de Wight en 1970.

## Titres

### Face 1
1. Azrael Revisited (Keith Emerson, Lee Jackson) – 5:52
2. Hang On to a Dream (Hardin) – 4:46
3. Diary of an Empty Day (Musique: Edouard Lalo[1] arr. Emerson, Paroles: Jackson) – 3:54
4. For Example (Emerson, Jackson) – 8:51

### Face 2
1. Rondo '69 (Emerson, Jackson, Brian Davison) – 7:53
2. She Belongs to Me (Bob Dylan) – 12:15

## The Nice
- Keith Emerson : orgue Hammond, piano
- Lee Jackson : basse, chant
- Brian Davison : batterie

## Musiciens additionnels
- Joe Newman : trompette sur For Example
- Pepper Adams : saxophone sur For Example